# Femunden
Femunden je jezero v Norsku, nacházející se na hranici krajů Innlandet a Trøndelag nedaleko švédských hranic. Okolní řídce zalidněný kraj zvaný Femundsmarka byl do podepsání smlouvy o hranicích v roce 1751 sporným územím mezi oběma zeměmi. S rozlohou 203,5 km² je Femunden třetím největším jezerem v zemi po jezeře Mjøsa a přehradní nádrži Røssvatnet. Měří 60 km ze severu na jih a dva až devět kilometrů ze západu na východ. Hladina jezera se nachází v nadmořské výšce 662 metrů nad mořem, maximální hloubka činí 132 m. Největším ostrovem je Sollerøya. Femunden spojuje se sousedním jezerem Isteren řeka Gløta, která dále pokračuje jako Klarälven (místní název Trysilelva).

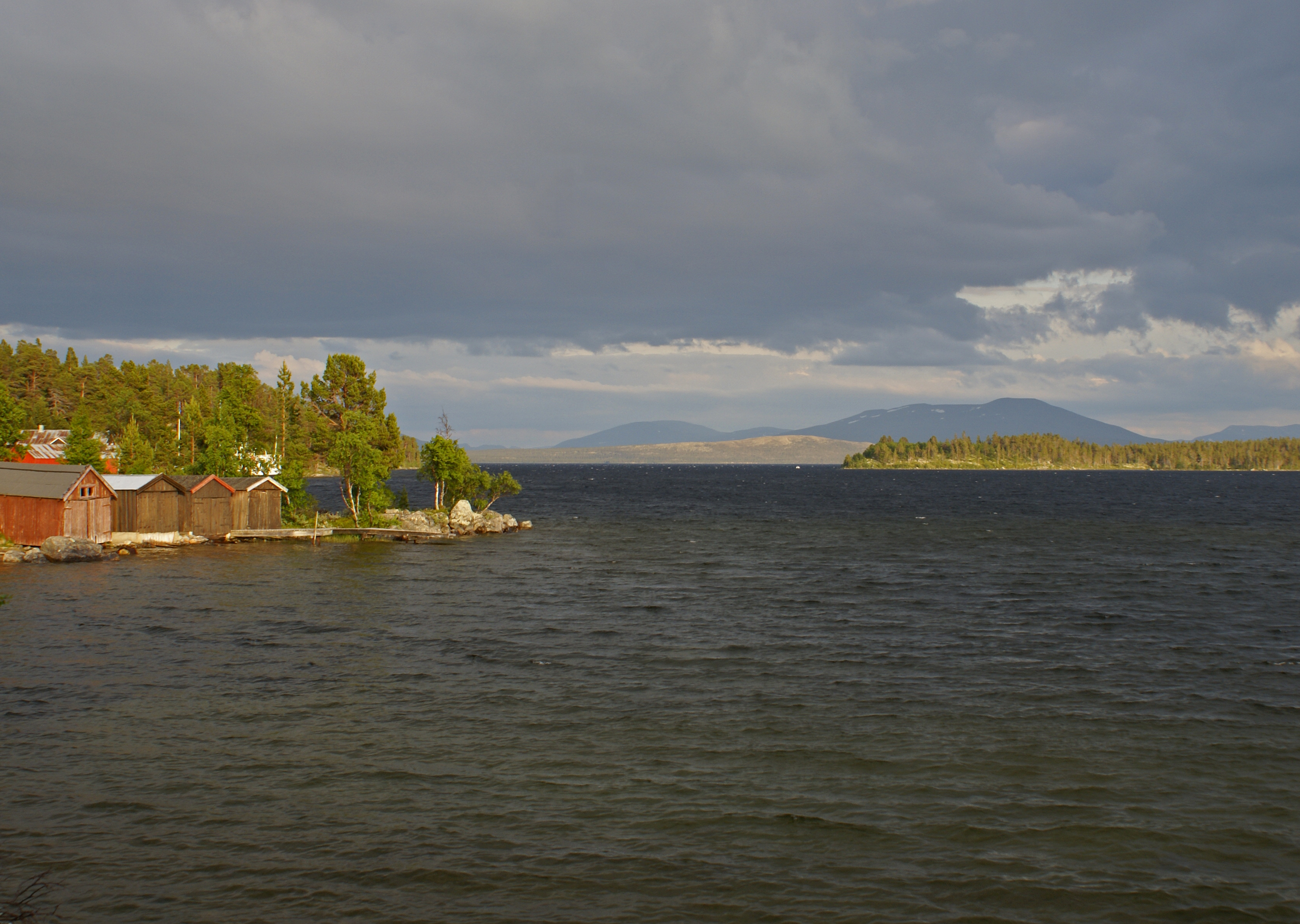
Pohled na jezero

Jezero je díky málo narušené původní přírodě oblíbeným výletním místem, v letních měsících po něm vozí turisty parník MS Fæmund II. Populární je rybolov, hojně se zde vyskytuje síh, pstruh, štika, lipan a okoun. Okolní bažiny a lesy jsou od roku 1971 chráněny jako národní park Femundsmarka, žije v něm medvěd hnědý, rosomák sibiřský a rys ostrovid.